# Tim Staffell
Tim Staffell (ur. 24 lutego 1948 w Londynie) – brytyjski wokalista, basista i gitarzysta rockowy.
Były członek grupy blues-rockowej 1984, a później Smile, w której grali gitarzysta Brian May i perkusista Roger Taylor. Po odejściu Staffella do grupy Humpy Bong, jego miejsce zajął Freddie Mercury, który przekonał pozostałych członków zespołu do wspólnego grania i zmiany nazwy na Queen.
Wcześniej Staffell i May napisali utwór „Doing All Right", który znalazł się na albumie Queen.
Staffell był potem członkiem grającej rock progresywny grupy Morgan, z którą wydał albumy Nova Solis i Brown Out i został gitarzystą.
W 2001 roku Staffell powrócił na scenę muzyczną bluesowo-funkowym zespołem aMigo, inspirowanym folkiem, rockiem i muzyką latynoską. Grupa wydała płytę zawierającą utwory Smile w nowych aranżacjach („Earth” i „Doing All Right" z Brianem Mayem, który śpiewał i grał na gitarze).